# Astianus
Astianus es un género de coleópteros de la familia Anthribidae.

## Especies
Contiene las siguientes especies:
- Astianus amplus Frieser & R. 1994
- Astianus cinctus Jordan, 1928
- Astianus extensus Frieser, 1977
- Astianus tricolor Jordan, 1928